# Batalha da Grã-Bretanha

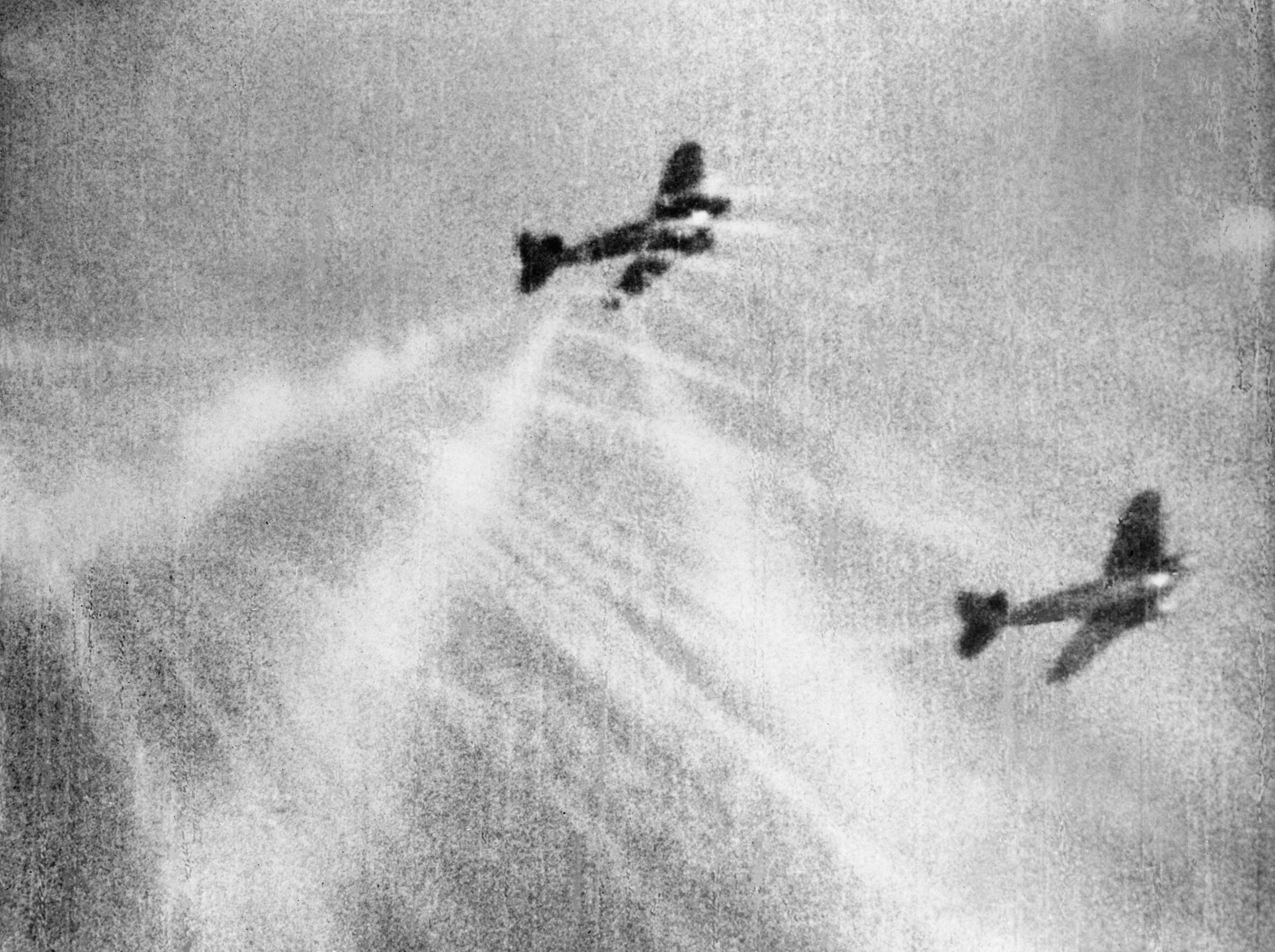
Imagem feito a partir de uma câmera instalada no bico de um caça britânico Spitfire mostrando a aeronave abatendo um avião-bombardeiro alemão Heinkel He 111.

A Batalha da Grã-Bretanha (em alemão:  Luftschlacht um England, ou "A Batalha Aérea pela Inglaterra") foi uma campanha militar travada durante a Segunda Guerra Mundial, onde a Força Aérea Real (RAF) defendeu o Reino Unido contra um série de ataques perpetrados pela Luftwaffe, a força aérea da Alemanha Nazista. É descrita como a primeira grande campanha de guerra travada exclusivamente entre duas forças aéreas. Os britânicos reconhecem a batalha como se estendendo de 10 de julho até 31 de outubro de 1940, engolfando parte da campanha de bombardeios pesados feitos pelos alemães conhecido como Blitz, que durou de 7 de setembro de 1940 a 11 de maio de 1941. Mas historiadores alemães discordam, afirmando que as duas campanhas não eram necessariamente divididas e que tudo foi uma só operação, que duraria de julho de 1940 a junho de 1941.
O objetivo principal das forças alemãs era compelir a Grã-Bretanha a aceitar uma paz negociada. Em julho de 1940, os bloqueios aéreos e navais começaram, com a Luftwaffe atacando principalmente regiões costeiras, portos, navios e centros de produção naval, como na cidade de Portsmouth. Em 1 de agosto, a Luftwaffe foi direcionada a conquistar superioridade aérea sobre a RAF; doze dias mais tarde, os alemães passaram a focar seus ataques nos aeródromos britânicos e sua infraestrutura militar. Conforme a batalha prosseguia, a Luftwaffe também passou a mirar fábricas envolvidas na produção de aeronaves e outros setores industriais e infraestruturais importantes para o esforço de guerra inglês. Os alemães implementaram uma tática de bombardeio de terror em áreas de significância política e com o intuito de causar danos a civis e desmoralizar o Reino Unido.
Os alemães haviam conseguido sobrepujar facilmente os Países Baixos, a Bélgica e a França após uma série de ataques relâmpagos, deixando o Reino Unido praticamente sozinho na Europa ocidental. O Alto Comando alemão sabia da dificuldade e impraticabilidade de um ataque anfíbio a Inglaterra enquanto a Marinha Real Britânica controlasse o Canal da Mancha e o Mar do Norte. Em 16 de julho, o ditador alemão Adolf Hitler ordenou a preparação da chamada Operação Leão Marinho, a invasão da Grã-Bretanha com forças anfíbias e paraquedistas. Mas antes que uma invasão com infantaria pudesse ser autorizada, era crucial que a Luftwaffe conquistasse a superioridade aérea sobre os céus britânicos. Em setembro, a RAF, utilizando de bombardeios noturnos, já havia frustrado as preparações alemãs na costa e a Luftwaffe também falharia em incapacitar a força aérea britânica. Hitler se viu obrigado a adiar e posteriormente cancelar a Operação Leão Marinho. A Alemanha sofreu pesadas baixas, com muitos pilotos qualificados e bons aviões sendo perdidos, e ao final de outubro de 1940, após três meses de operações, já não tinham mais capacidade de lançar investidas aéreas diurnas sobre o Reino Unido. Contudo, os nazistas continuariam com os bombardeios noturnos sobre a Grã-Bretanha até maio de 1941. Do outro lado, os britânicos tiveram seus ânimos revigorados após impedir uma invasão alemã, mas essa vitória veio com um custo alto. Milhares de soldados e civis foram mortos, e várias cidades (especialmente Londres e Liverpool) tiveram suas infraestruturas grandemente danificadas.
O historiador Stephen Bungay cita o fracasso da Alemanha em destruir a aviação militar e as defesas antiaéreas britânicas para forçar um armistício (ou rendição) do país como a primeira grande derrota alemã da Segunda Guerra Mundial e um dos pontos de virada do conflito. O nome "batalha da Grã-Bretanha" vem do discurso que o primeiro-ministro Winston Churchill fez para a Câmara dos Comuns em 18 de junho de 1940: "O que o General Weygand chamou de 'Batalha da França' acabou. Eu imagino que a Batalha da Grã-Bretanha está para começar."

## Antecedentes
Segundo Winston Churchill, Adolf Hitler disse ao Grande Almirante Erich Raeder em 31 de julho:
"Se, depois de oito dias de guerra aérea intensiva, a Luftwaffe não houver conseguido uma destruição considerável da RAF, dos portos e das esquadras inimigas, a operação (de invasão) terá que ser adiada até maio de 1942".
Para tanto, Hitler dispôs nessa linha grandes quantidades de recursos militares, dentre eles caças Me-109 e bombardeiros leves. Estes ataques tiveram, nos seus movimentos iniciais, grande êxito. Além de ataques às cidades, os generais de Hitler deram a ele a opção de bombardear importantes centros industriais britânicos, minando assim sua estrutura interna econômica.

## A preparação
Durante o mês de junho e o início de julho, a Força Aérea alemã revitalizou e reagrupou suas formações. Só começou o primeiro ataque maciço em 10 de julho, sendo que outras datas de suprema importância se destacam 15 de agosto e 15 de setembro.
No tocante à qualidade dos aviões de combate, os alemães eram mais rápidos e tinham maior velocidade de subida, os britânicos eram mais manobráveis e mais bem armados. É importante lembrar que Hitler reconstruiu os caças utilizados, e, juntamente com seus generais, diminuiu os tanques dos aviões para colocar mais armamentos. Assim, os pilotos nazistas tinham que voltar à França para reabastecer, dando tempo à RAF de se restabelecer.
Em agosto, a Luftwaffe havia reunido 2 669 aeronaves operacionais, que abrangiam 1 015 bombardeiros, 346 bombardeiros de mergulho, 933 caças e 375 caças com armamento pesado.
Embora hoje, se lembre merecidamente o papel que os caças Supermarine Spitfire desempenharam na batalha devido a estarem encarregados de dar combate aos caças de escolta alemães, frequentemente se esquece o importante papel do outro modelo de caça britânico, o Hawker Hurricane encarregado de abater os bombardeiros. Adolf Hitler havia planejado uma invasão terrestre à Grã-Bretanha com uma força de 20 divisões. Uma grande desvantagem dos britânicos é que eles não podiam empregar todos os seus escassos recursos na defesa da sua ilha, pois era preciso manter suas posições no exterior, principalmente no Mar Mediterrâneo (Gibraltar, Malta, Chipre e outros territórios).

## A resistência britânica

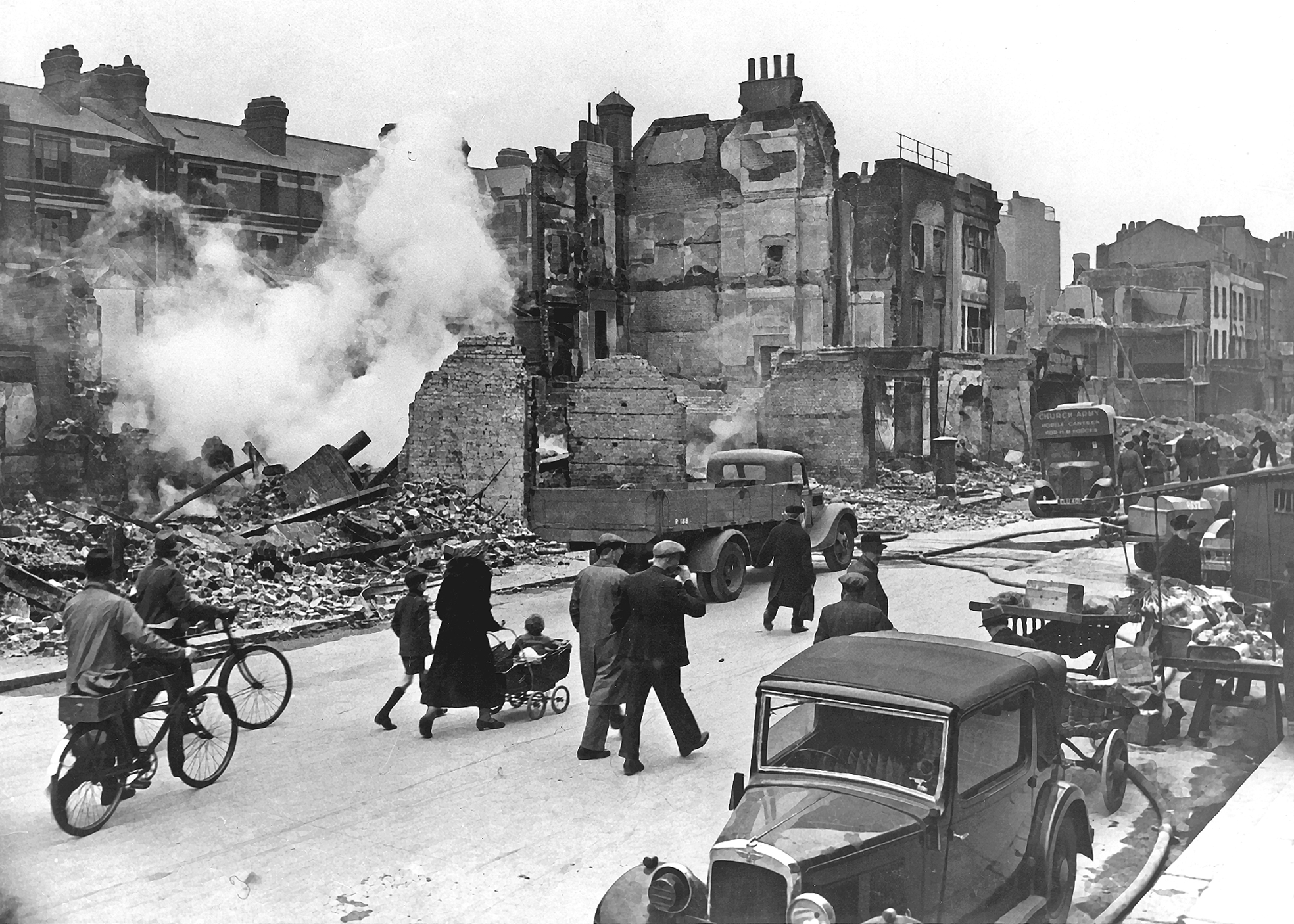
Destruição em Londres.

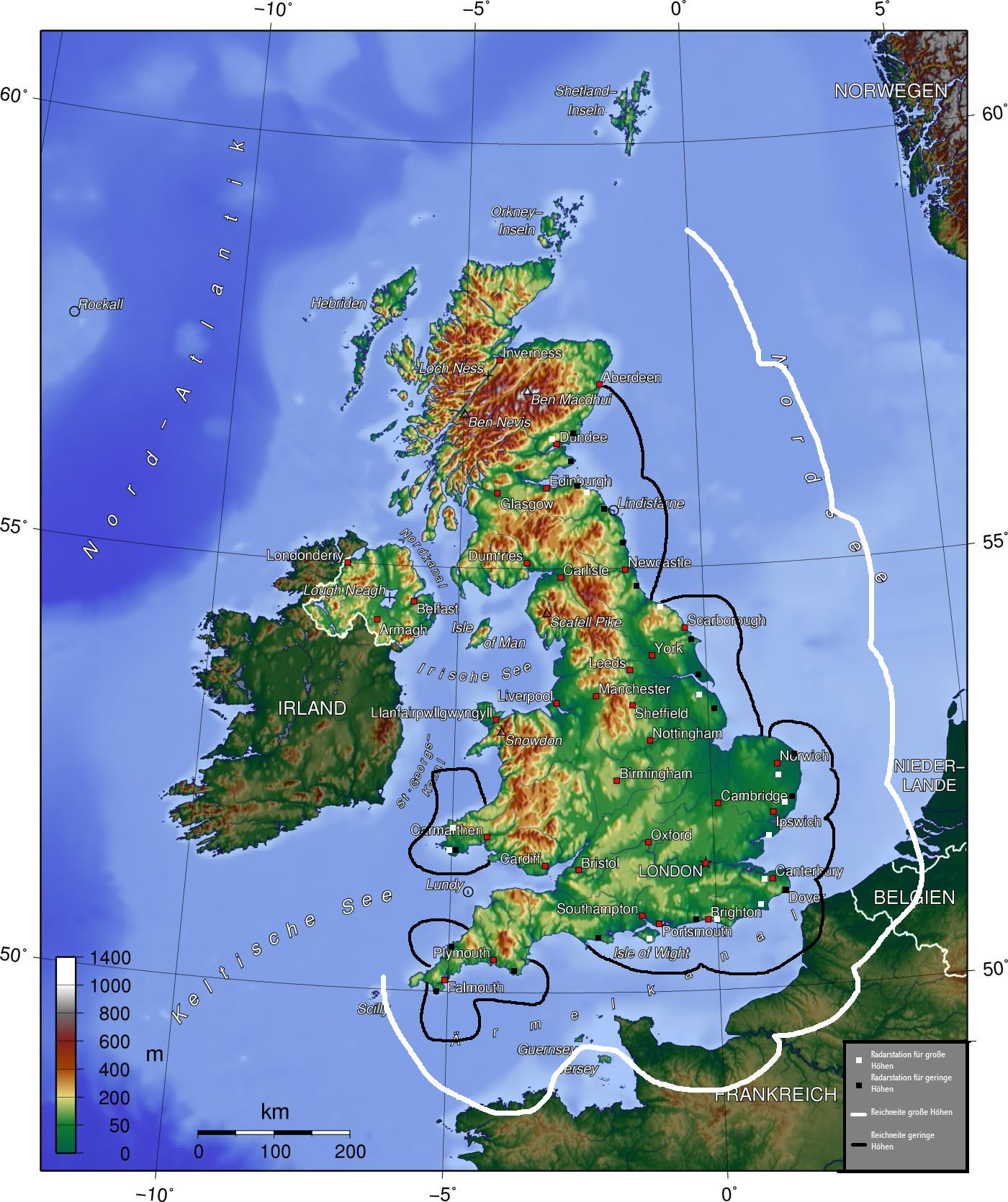
Área de cobertura do sistema de radar britânico em 1940.

Numa fase mais avançada da batalha, o Reino Unido chegou em situação de extrema necessidade. Não havia mais contingente de pilotos, recrutas com pouco mais de duas horas de voo eram levados a linha de frente e eram abatidos muito facilmente pelos pilotos alemães, que tinham a maior força aérea do mundo naquela época. A resistência nacionalista de Winston Churchill, que insuflava a população em discursos no rádio, e também o fato da rainha Elizabeth, esposa do Rei Jorge VI (e mãe da rainha Elizabeth II) não aceitar asilo político em local seguro oferecido pelos Estados Unidos, ajudavam a manter o moral da população britânica alto.
"Morrerei com meu povo", citação de Elizabeth Bowes-Lyon durante os grandes ataques alemães.
Isso deveu ao uso de uma tecnologia até então nova na aérea militar: o radar (ver: Chain Home). Desenvolvido pelo marechal Hugh Dowding, esta tecnologia teve função estratégica determinante pois diminuía a necessidade de aviões caças voando em função de ronda, pois passou a ser possível definir a localização dos aviões de ataque alemães minutos após sua descolagem no continente europeu (ver: Tecnologia durante a Segunda Guerra Mundial).

## Agosto
No dia 25 de agosto de 1940, em resposta ao bombardeio acidental da cidade de Londres, no dia anterior, pela aviação alemã, 81 bombardeiros da RAF atacaram a Berlim. O fato assombrou os berlinenses, o alto comando alemão e o próprio Hitler.

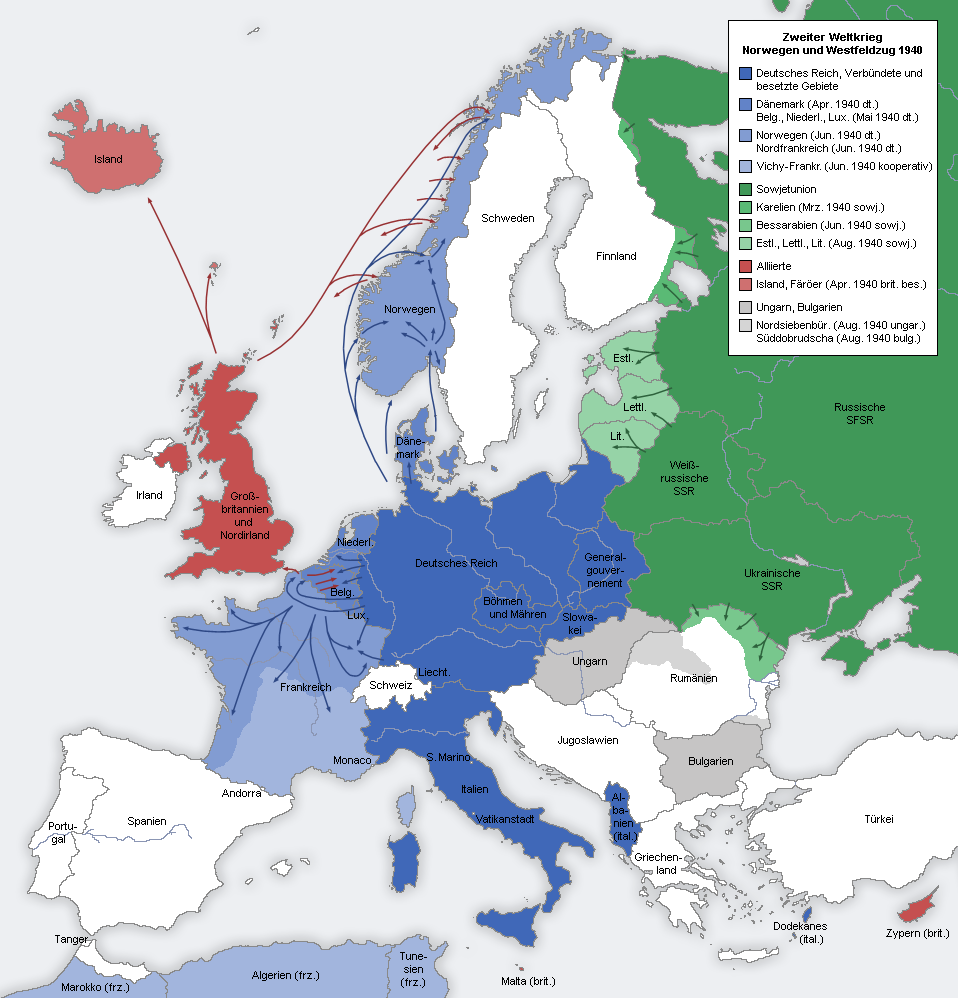
Situação da guerra na Europa em 1940.

Vale lembrar que a Europa Ocidental estava quase que completamente nas mãos dos nazistas. Enfurecido, Hitler prometeu vingança, num discurso a 4 de setembro. Simultaneamente, Hermann Goering, comandante da Luftwaffe, recebeu ordens para arrasar Londres. A Alemanha acreditava que a destruição da capital britânica arrasaria o moral do povo e poderia levar o país à capitulação. A chamada blitz começou a 7 de setembro.

## Blitz Aérea

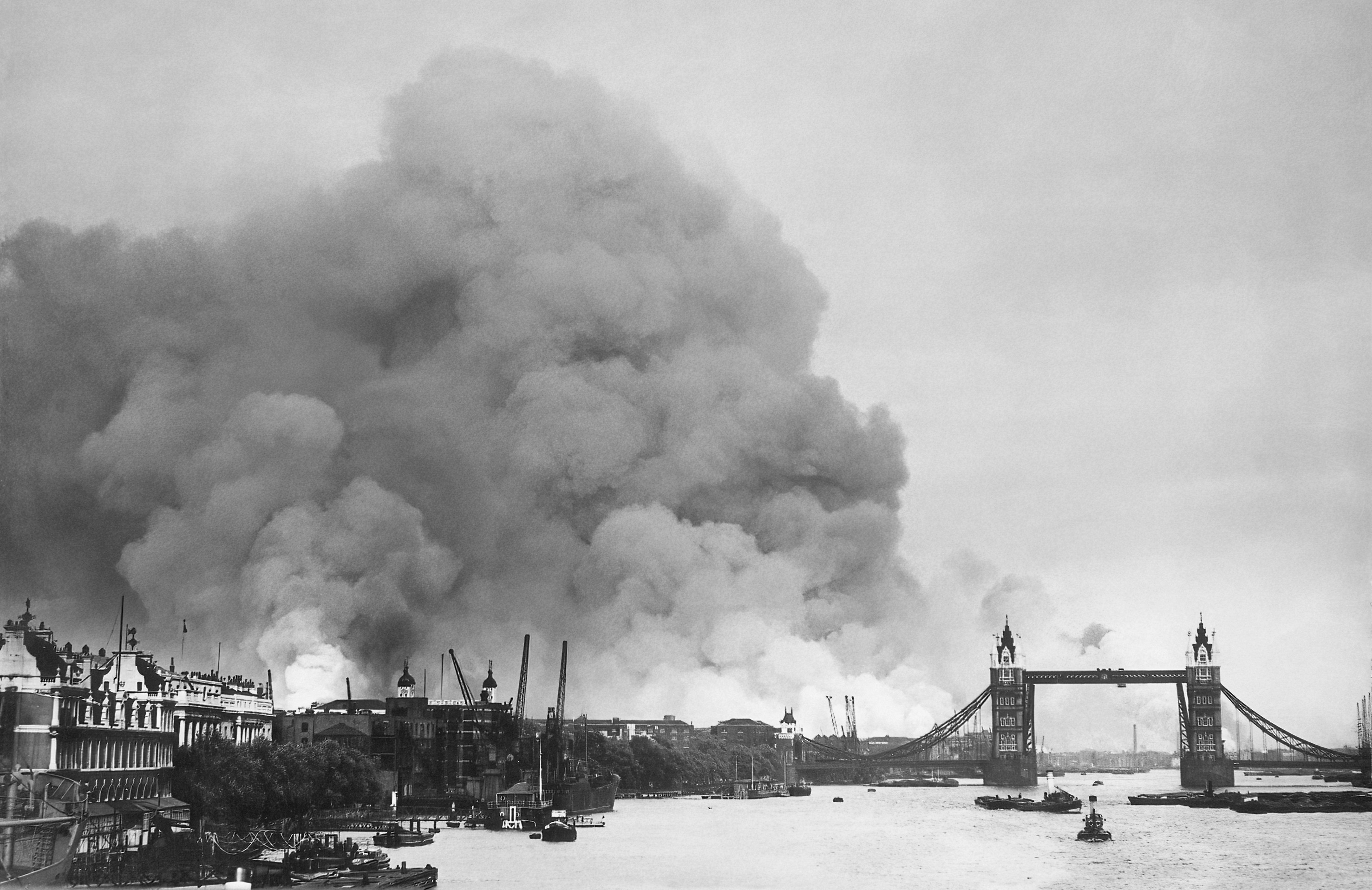
St. Katharine Docks em chamas após o primeiro ataque da Blitz em 7 de setembro.

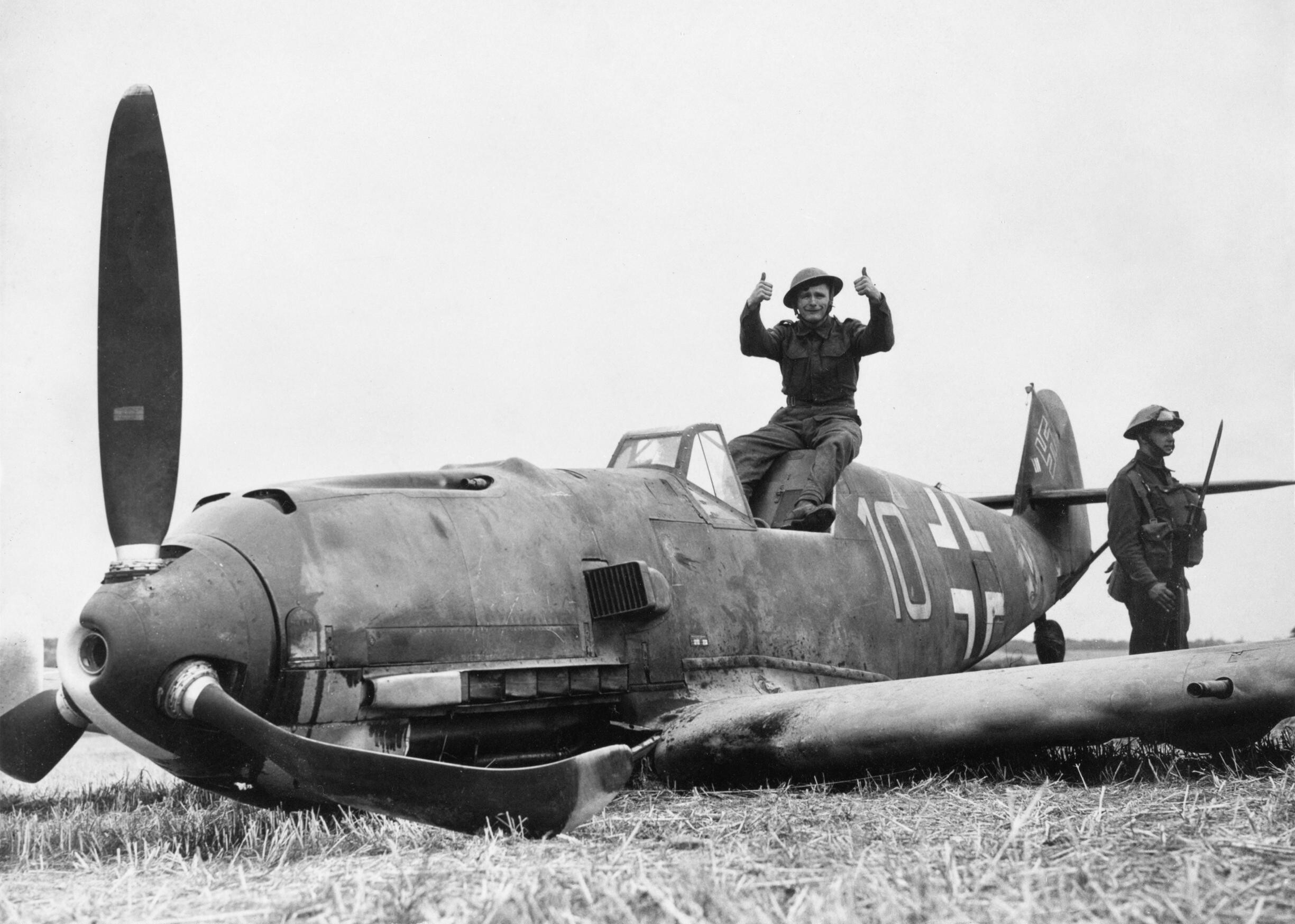
Messerschmitt Bf 109 abatido em agosto.

A determinação do comando alemão em revidar o ataque aéreo a Berlim, teve papel decisivo na batalha. Isto porque pela primeira semana de setembro, o comando de caça aéreo britânico encontrava-se a beira do colapso. Tendo até então concentrado seus ataques aos aeródromos da RAF e estações de radar, o objetivo da Luftwaffe em obter superioridade aérea para preparar uma invasão (conforme o plano original da Operação Leão Marinho), havia sido atingido. No entanto, tal superioridade não podia ser mantida indefinidamente, sem um prosseguimento do plano original. Assim, na prática a determinação do comando alemão em "castigar" os britânicos, tentando coergir-los a um acordo de paz através de uma campanha de terror aéreo, selou o destino da batalha.
Os alemães mudaram os seus alvos: além de Londres passaram a atacar outras cidades, com resultados semelhantes: muita destruição, mas nada de arrefecer o espírito de resistência britânico, dando tempo para que a RAF pudesse se recompor, a ponto de causar perdas entre os aviões bombardeiros alemães, que tornaram impraticável o prosseguimento da ofensiva aérea nazista. Disto resultou tanto a reviravolta da batalha nos meses de setembro e outubro, quanto para os nazistas, mais do que na sua primeira derrota militar tática, uma derrota política estratégica, quando ao se desgastarem se concentrando em um objetivo abstrato: destruir o moral do povo britânico, se desviaram de um objetivo militar prático: a obtenção da superioridade aérea como preparação de uma invasão. O que gerou dúvidas a respeito da eficácia e objetividade do poderio alemão, mesmo entre líderes simpatizantes a Hitler, como Franco e Pétain.

Winston Churchill, em discurso na Câmara dos Comuns no dia 20 de agosto de 1940, declarou a frase que se tornou célebre:
"Nunca, no campo dos conflitos humanos, tantos deveram tanto a tão poucos"

## Estatística

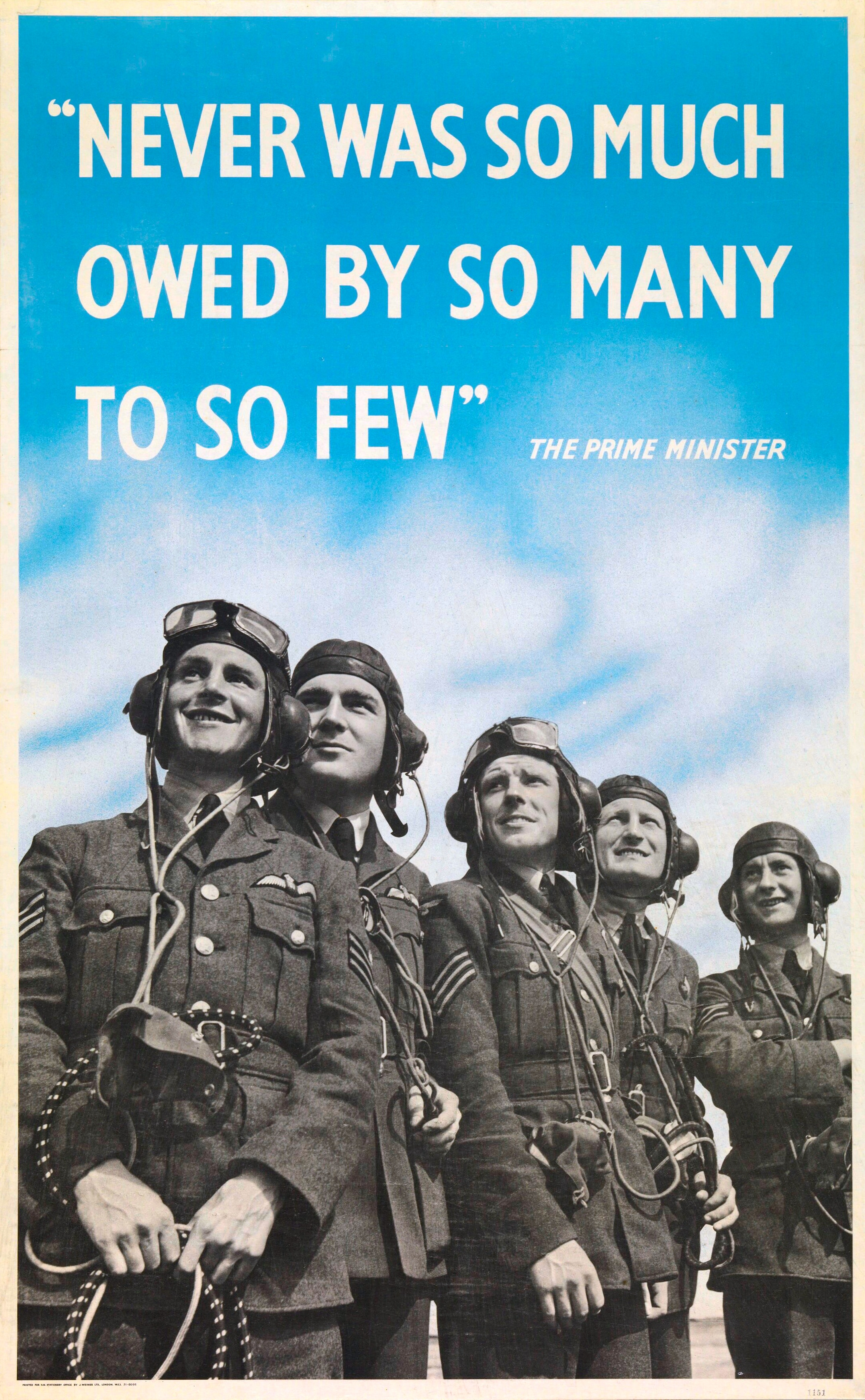
Never was so much owed by so many to so few ("Nunca tantos deveram tanto a tão poucos"), frase de Winston Churchill em agradecimento a RAF pela vitória na Batalha da Grã-Bretanha, num cartaz de propaganda.

Em retrospectiva, a Batalha da Inglaterra é considerada encerrada em 31 de outubro de 1940, quando o comando alemão "adiou indefinidamente" os bombardeios diurnos em larga escala sobre o Reino Unido, embora os noturnos tenham prosseguido esporadicamente até as vésperas da Operação Barbarossa.
Em termos numéricos, a RAF perdeu 1 023 aviões (todos caças), enquanto a Luftwaffe 1 887 (dos quais, 873 caças). Assim, no total a RAF levou vantagem na razão de 1,8, embora nos registros de combates caça-caça a relação se inverta, tendo sido superada pela Luftwaffe na razão de 0,85, descendo ainda a 0,64 quando se tratou de combate entre caças monomotores.
Na defesa aérea do Reino Unido, entre 10 de Julho e 31 de Outubro, do lado britânico contou-se 544 mortos militares, entre os quais além de 402 aviadores britânicos, 5 belgas, 7 tchecos, 29 poloneses, 3 canadenses e 3 neozelandeses. Os mortos alemães, incluindo os tripulantes de bombardeiros chegaram a 2 698. No entanto, os maiores números de mortes foram civis. Dentre os britânicos, que tiveram o maior número de mortos civis nesta batalha, estima-se cerca de 40 mil mortos civis e 46 mil feridos e mutilados.

## Ficha técnica dos caças envolvidos

### Caça Messerschmitt Bf 109 (Alemanha Nazista)
- Modelo: Me109F-3
- Envergadura: 9,92 m
- Comprimento: 8,85 m
- Altura: 2,59 m
- Peso: 1 964 kg (vazio) e 2 746 kg (carregado)
- Motor: Daimler-Benz DB601E (1 600 hp)
- Velocidade Máxima: 628 km/h
- Teto Máximo: 11 600 m
- Alcance Normal: 1 600 km
- Armamento: 2 metralhadoras MG 151 de 15 mm (sobre o motor) e 1 canhão MG FF de 20 mm (eixo da hélice)

### Caça Supermarine Spitfire (Reino Unido)
- Modelo: Mk VA (Durante a Batalha da Inglaterra os ingleses somente utilizavam os modelos I e II do Spitfire. O Mk VA foi posterior. Utilizaram também o Hawker Hurricane)
- Envergadura: 11,23 m
- Comprimento: 9,12 m
- Altura: 3,02 m
- Peso: 2 267 kg (vazio) e 2 911 kg (carregado)
- Motor: Rolls Royce Merlin 45, V12 (1 487 hp)
- Velocidade Máxima: 594 km/h
- Teto Máximo: 11 125 m
- Alcance Normal: 675 km
- Armamento: 8 metralhadoras Browning de 7,7 mm (0,303 pol.)

#### Outros Livros
- Baldwin, Hanson. "Batalhas Ganhas e Perdidas", Bibliex- 1978
- Bishop, Patrick. Fighter Boys: The Battle of Britain, 1940. New York: Viking, 2003 (hardcover, ISBN 0-670-03230-1); Penguin Books, 2004 (paperback, ISBN 0-14-200466-9). As Fighter Boys: Saving Britain 1940. London: Harper Perennial, 2004 (paperback, ISBN 0-00-653204-7).
- Brittain, Vera. England's Hour. London: Continuum International Publishing Group, 2005 (paperback, ISBN 0-8264-8031-4); Obscure Press (paperback, ISBN 1-84664-834-3).
- Cooper, Matthew. The German Air Force 1933-1945: An Anatomy of Failure. New York: Jane's Publishing Incorporated, 1981. ISBN 0-531-03733-9.
- Craig, Phil and Tim Clayton. Finest Hour: The Battle of Britain. New York: Simon & Schuster, 2000 (hardcover, ISBN 0-684-86930-6); 2006 (paperback, ISBN 0-684-86931-4).
- de Zeng, Henry L., Doug G. Stankey and Eddie J. Creek. Bomber Units of the Luftwaffe 1933-1945: A Reference Source, Volume 2. Hersham, Surrey, UK: Ian Allen Publishing, 2007. ISBN 978-1-903223-87-1.
- Fisher, David E. A Summer Bright and Terrible: Winston Churchill, Lord Dowding, Radar and the Impossible Triumph of the Battle of Britain. Emeryville, CA: Shoemaker & Hoard, 2005 (hardcover, ISBN 1-59376-047-7); 2006 (paperback, ISBN 1-59376-116-3).
- Foreman, John. Battle of Britain: The Forgotten Months, November And December 1940. Wythenshawe, Lancashire, UK: Crécy Publishing, 1989. ISBN 1-871187-02-8.
- Gaskin, Margaret. Blitz: The Story of 29 December 1940. New York: Harcourt, 2006. ISBN 0-15-101404-3.
- Goss, Chris. Dornier 17: In Focus. Surrey, UK: Red Kite Books, 2005. ISBN 0-9546201-4-3.
- Haining, Peter. Where the Eagle Landed: The Mystery of the German Invasion of Britain, 1940. London: Robson Books, 2004. ISBN 1-86105-750-4.
- Harding, Thomas. "It's baloney, say RAF aces". The Telegraph, 24 August 2006. Retrieved: 3 March 2007.
- Halpenny, Bruce Barrymore. Fight for the Sky: Stories of Wartime Fighter Pilots. Cambridge, UK: Patrick Stephens, 1986. ISBN 0-85059-749-8.
- Halpenny, Bruce Barrymore. Fighter Pilots in World War II: True Stories of Frontline Air Combat (paperback). Barnsley, UK: Pen and Sword Books Ltd, 2004. ISBN 1-84415-065-8.
- Halpenny, Bruce Barrymore. Action Stations: Military Airfields of Greater London v. 8 (hardcover). Cambridge, UK: Patrick Stephens, 1984. ISBN 0-85039-885-1.
- Hough, Richard. The Battle of Britain: The Greatest Air Battle of World War II. New York: W.W. Norton, 1989 (hardcover, ISBN 0-393-02766-X); 2005 (paperback, ISBN 0-393-30734-4).
- James, T.C.G. The Battle of Britain (Air Defence of Great Britain; vol. 2). London; New York: Frank Cass Publishers, 2000 (hardcover, ISBN 0-7146-5123-0; paperback, ISBN 0-7146-8149-0).
- James, T.C.G. Growth of Fighter Command, 1936–1940 (Air Defence of Great Britain; vol. 1). London; New York: Frank Cass Publishers, 2000 (hardcover, ISBN 0-7146-5118-4).
- James, T.C.G. Night Air Defence During the Blitz. London; New York: Frank Cass Publishers, 2003 (hardcover, ISBN 0-7146-5166-4).
- McGlashan, Kenneth B. with Owen P. Zupp. Down to Earth: A Fighter Pilot Recounts His Experiences of Dunkirk, the Battle of Britain, Dieppe, D-Day and Beyond. London: Grub Street Publishing, 2007. ISBN 1-90494-384-5.
- Olson, Lynne and Stanley Cloud. A Question of Honor: The Kościuszko Squadron: Forgotten Heroes of World War II. New York: Knopf, 2003. ISBN 0-37541-197-6. NB: This book is also published under the following title:
- Parry, Simon W. Intruders over Britain: The Story of the Luftwaffe's Night Intruder Force, the Fernnachtjager. Washington, DC: Smithsonian Books, 1989. ISBN 0-904811-07-7.
- Prien, Jochen and Peter Rodeike.Messerschmitt Bf 109 F,G, and K: An Illustrated Study. Atglen, Pennsylvania: Schiffer Publishing, 1995. ISBN 0-88740-424-3.
- Ray, John Philip. The Battle of Britain: Dowding and the First Victory 1940. London: Cassel & Co., 2001. ISBN 0-304-35677-8.
- Ray, John Philip. The Battle of Britain: New Perspectives: Behind the Scenes of the Great Air War. London: Arms & Armour Press, 1994 (hardcover, ISBN 1-85409-229-4); London: Orion Publishing, 1996 (paperback, ISBN 1-85409-345-2).
- Scutts, Jerry. Messerschmitt Bf 109: The Operational Record. Sarasota, FL: Crestline Publishers, 1996. ISBN 978-076-030262-0.
- Townsend, Peter. Duel of Eagles (new edition). London: Phoenix, 2000. ISBN 1-84212-211-8.
- Wellum, Geoffrey. First Light: The Story of the Boy Who Became a Man in the War-Torn Skies Above Britain. New York: Viking Books, 2002 (hardcover, ISBN 0-670-91248-4); Hoboken, NJ: Wiley & Sons, 2003 (hardcover, ISBN 0-471-42627-X); London: Penguin Books, 2003 (paperback, ISBN 0-14-100814-8).
- Wood, Derek and Derek Dempster. "The Narrow Margin: The Battle of Britain and the Rise of Air Power" London: Tri-Service Press, third revised edition, 1990. ISBN 1-854-88027-6.